# Pere III de Rússia
Pere III de Rússia (rus: Петръ III Ѳеодоровичъ)  (Kiel, 10 de febrer de 1728 (Julià) - Ropsha, 6 de juliol de 1762 (Julià)) fou Duc de Holstein-Gottorp i Tsar de Rússia durant escassos sis mesos de l'any 1762. Fou el fundador de la dinastia Romanov-Holstein-Gottorp que governà l'Imperi Rus des de l'any 1762 fins a l'any 1917.
Nascut a Kiel, a l'actual land de Slesvig-Holstein, era fill del duc Carles Frederic de Holstein-Gottorp i de la gran duquessa Anna Petrovna de Rússia (1708-1728). Pere era net per via materna del tsar Pere I de Rússia i de la tsarina Caterina I de Rússia.
L'any 1739 accedí al tron del ducat de Holstein-Gottorp, alhora que es constituïa com a hereu als trons de Rússia i de Suècia. Pocs mesos després, la tsarina Elisabet I de Rússia, tia de Pere, accedí al tron rus. Pere viatjà a Sant Petersburg on fou formalment acreditat com a príncep hereu de Rússia. Elisabet arreglà el matrimoni de Pere amb la princesa Sofia Augusta Frederica d'Anhalt-Zerbst (coneguda després com a Caterina), filla del príncep Cristià August d'Anhalt-Zerbst i de la princesa Elisabet de Schleswig-Holstein-Gottorp. El matrimoni fou infeliç i tant Pere com Caterina tingueren nombrosos amants. La parella tingué dos fills:
- SM el tsar Pau I de Rússia, nascut el 1754 a Sant Petersburg i mort el 1801 a Sant Petersburg. Es casà en primeres núpcies amb la princesa Guillemina de Hessen-Darmstadt i en segones núpcies amb Sofia de Württemberg.
- SAI la gran duquessa Anna de Rússia, nascuda a Sant Petersburg el 1757 i morta el 1759 a Gàtxina.

El 5 de gener de 1762 va morir Elisabet I de Rússia i el seu successor prussòfil accedeix al tron amb el nom de Pere III de Rússia, però les seves excentricitats i les seves polítiques, en especial la seva obsessió amb Prússia i canviant les aliances de la Guerra dels Set Anys pel Tractat de Sant Petersburg que evità la desintegració prussiana i va acabar immediatament amb l'ocupació russa de Prússia Oriental i Pomerània, va mediar la treva de Frederic amb Suècia i va posar un cos de les seves pròpies tropes sota el comandament de Frederic, en un moment en què Prússia es trobava ofegada per les tropes russes i austríaques, i es creà múltiples enemics que veuran en Caterina la candidata ideal a ocupar el tron de Rússia. El Regne de Dinamarca i Noruega, neutral durant la guerra, va estar a punt de ser arrossegat al costat de França quan Pere III va voler restaurar el ducat de Schleswig al ducat de Holstein-Gottorp, en mans de Frederic V de Dinamarca, i estava disposat a atacar-los per fer-ho, tanmateix Caterina i el seu amant Grigori Orlov van liderar un cop de palau emprant una tropa que va entrar al palau on residia el tsar, capturant-lo i transportant-lo al castell de Ropxa on una setmana després moriria assassinat pels partidaris de la seva dona. Caterina esdevenia la nova tsarina, adoptant el nom de Caterina II de Rússia.
Durant el regnat de Pere s'introduïren un seguit de reformes econòmiques que permeteren la modernització a l'estil occidental de l'economia russa. Pere també introduí un edicte pel qual es prohibia la mà d'obra de serfs a les indústries. També prohibí la importació de sucre al país per tal d'estimular la producció i el desenvolupament.
La reforma social més important introduïda durant el regnat de Pere fou la Llibertat de Noblesa a través de la qual s'abolia l'obligatorietat de servir a l'exèrcit. Caterina, a través del seu amant Grigori Orlov, van planejar desplaçar a Pere del poder, ja que temia el divorci i la pèrdua del seu estatus a Rússia.
Orlov i Caterina van aconseguir que la guàrdia palatina es revoltés i obligués a Pere a firmar la seva pròpia abdicació. Caterina esdevingué d'aquesta forma tsarina amb l'ampli suport de la noblesa. Poc temps després, Pere fou assassinat al monestir de Ropxa. Caterina no castigà els guàrdies responsable i existeixen seriosos dubtes sobre la participació de la tsarina a l'assassinat.
No fou fins al desembre de 1796 que el tsar Pau I de Rússia va exhumar el cadàver del seu pare i el va enterrar amb tots els honors al Catedral de Pere i Pau de Sant Petersburg. Pau també promogué una revisió historiogràfica de les polítiques del seu pare que eren influenciades pel desprestigi que els afins a Caterina havien fet durant pràcticament 35 anys.